# Marche des fiertés de Beyrouth

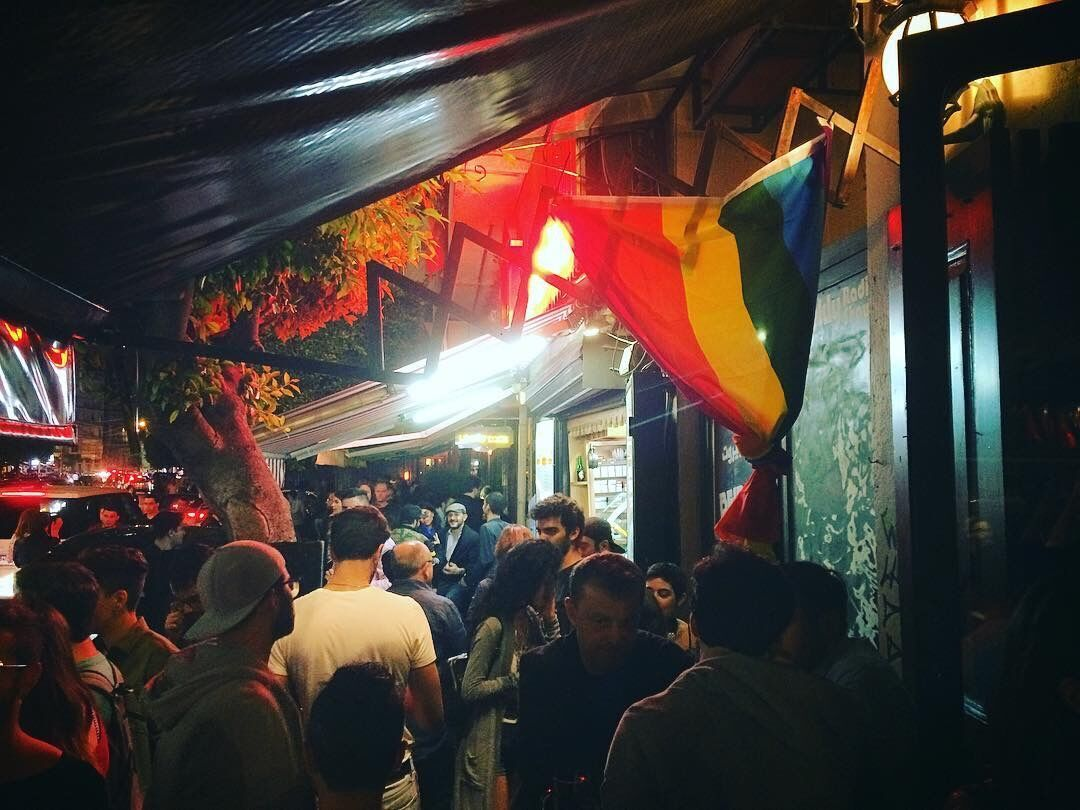
Drapeau arc-en-ciel LGBT flottant à Beyrouth, dans le quartier de Mar Mkhayel, en 2017

La Marche des fiertés de Beyrouth est un évènement organisé chaque année pour les personnes LGBT+ à Beyrouth, capitale du Liban. Son fondateur est Hadi Damien. La première occurrence a lieu le 21 mai 2017, et il s'agit de la première marche des fiertés LGBT dans le monde arabe,. À la suite de menaces, le programme de la dernière journée est modifié et transformé en un pique-nique en plein air. Les objectifs de la marche des fiertés sont de décriminaliser l'homosexualité au Liban et de célébrer la diversité des personnes LGBTIQ avec leurs alliés LGBTIQ + .

## Historique
Les avancées mondiales sur les questions LGBT ont incité Hadi Damien, alors âgé de 28 ans, à commencer à planifier Beyrouth Pride en août 2016 , reconnaissant le besoin d'une plate-forme de communication s'étendant sur plusieurs jours consécutifs, parlant plusieurs langues, exploitant l'universalité du secteur créatif et structurée, visible, forte et collaborative, Hadi a contacté des amis et des ONG LGBT, réunissant un groupe de personnes dévouées à la réflexion et à la communication sur le fichier LGBTIQ + au Liban.La première édition a eu lieu en 2017. L'édition 2018 a commencé le 12 mai par un brunch et devait durer jusqu'au 20 mai. Après l'arrestation de Hadi Damien le 15 mai, les évènements sont annulés. Le procureur général de Beyrouth ordonne la suspension des activités prévues jusqu'au 20 mai. C'est un grand évènement pour le monde arabophone ,, le sujet a intéressé des chercheurs : deux thèses de maitrise, une recherche postdoctorale et de six documentaires, 2 700 personnes ont participé aux trois premiers jours de son édition 2018, avant que la police ne la réprime et arrête son fondateur, Hadi Damien. Le procureur de Beyrouth a suspendu les activités prévues et engagé des poursuites pénales contre lui pour avoir organisé des manifestations «incitant à la débauche».  La pride s'est engagée à décriminaliser l'homosexualité, à lutter contre l'homophobie, à donner de la visibilité aux minorités sexuelles, à sensibiliser au VIH / sida, à promouvoir l'égalité sociale de façon plus générale et à attirer l'attention sur les problèmes rencontrés par les personnes LGBT+,,. 
La troisième édition est  annoncée du 28 septembre au 6 octobre 2019. L'année 2019 marque également la 50ème commémoration des émeutes de Stonewall . 

## Contexte
Beyrouth a été le lieu de résidence d'ACID, le premier club gay de la région. Les militants LGBT ont souvent brandi des drapeaux arc-en-ciel lors de manifestations nationales, de manifestations sportives et de concerts, ainsi que d'organisations de rencontres pour protester contre les brutalités policières, l'humiliation des personnes LGBT et pour exiger l'annulation de l'article 534 du code pénal libanais qui stipule que «les relations sexuelles avec la nature sont punies d'une peine maximale d'un an de prison». Bien que les tribunaux n'emprisonnent pas les personnes LGBT pour homosexualité, plusieurs humiliations et abus seraient perpétrés dans des centres de détention tels que le « test de l'œuf », une pratique consistant pour les enquêteurs à introduire un œuf en métal dans le rectum de « présumés homosexuels »  pour prouver un rapport sexuel anal. Ce dernier examen date de 2014, mais les «suspects» sont soumis à des procès longs, coûteux et invasifs qui se terminent par une amende et par l'enregistrement de l'infraction pénale «pervers» ou «déviant sexuel» ou «sodomite» pendant des années sur leur casier judiciaire. Les individus trans* sont souvent considérés comme des travailleurs du sexe et font l'objet de poursuites pour comportement «contraire à la nature». 
Des  décisions judiciaires ont été rendues en faveur de la dépénalisation : par exemple le 26 janvier 2017, par le juge Rabih Maalouf. Le 12 juillet 2018, la Cour d'appel pénale du Mont-Liban a confirmé son verdict selon lequel les relations sexuelles consenties entre personnes du même sexe n'étaient pas illégales,. C'était la première fois qu'un tribunal supérieur se prononçait contre la criminalisation de l'homosexualité. 
Le 31 mars 2019, le procureur militaire, le juge Peter Germanos, a refusé d'engager des poursuites pénales à l'encontre de quatre soldats pour conduite homosexuelle.